# Mikołaj z Jerzykowa
Mikołaj z Jerzykowa Jerzykowski herbu Ostoja (zm. po 1390) – dziedzic Gortatowa i Jerzykowa, kasztelan ostrowski.

## Życiorys
Mikołaj z Jerzykowa Jerzykowski, według Bonieckiego, należał do rodu Ostojów. Mikołaj z Jerzykowa posiadał Gortatowo koło Swarzędza, które w roku 1380 oddał kapitule katedry poznańskiej w zamian za wieś Jurzykowo z młynem (obecnie Jerzykowo k. Pobiedzisk). W imieniu kapituły transakcji dokonał ks. kan. Andrzej z Siernicza Wielkiego. Z nowo nabytej przez kapitułę wsi przeznaczono 2 grzywny rocznie na altarię świętych – Bartłomieja Apostoła i Jerzego Męczennika, ufundowaną w katedrze poznańskiej. Mikołaj Jerzykowski od nowo nabytych dóbr począł się pisać z Jerzykowa. Występował w dokumentach w latach 1378-1390. W tym czasie pełnił urząd kasztelana ostrowskiego (Ostrów Lednicki). W roku 1390 prowadził spór o 15 grzywien z Pawłem Naramem z Baranowa.